# 안성일 (1957년)
안성일(安成一, 1957년 12월 20일, 울산광역시 ~ )은 대한민국의 제5대 울산광역시의원, 제3·4대 울산광역시 남구의원이었다.

## 학력
- 1964.03 ~ 1969.02 강남국민학교 졸업
- 1969.03 ~ 1972.02 학성중학교 졸업
- 1972.03 ~ 1975.02 학성고등학교 졸업
- 1975.03 ~ 1977.02 울산공업전문대학교 공업경영과 졸업

## 경력
- 울산 청년회의소 감사
- 학성라이온스 클럽 재무이사
- 울산 남구 새마을협의회 이사
- 울산 남구 재향군회 부회장
- 학성고등학교 총동문회 축구부 후원회장
- 강남초등학교 동창회장
- 신정초등학교 운영위원회 부위원장
- 중울산적십자 감사
- 시각장애인 심의위원
- 신정초등학교 운영위 부위원장
- 신정새마을금고 이사
- 2002.07 ~ 2006.06 제3대 울산광역시 남구의회 의원
- 2002.07 ~ 2004.07 제3대 울산광역시 남구의회 전반기 의회운영위원회 위원
- 2002.07 ~ 2004.07 제3대 울산광역시 남구의회 전반기 건설환경위원회 위원
- 2002.07 ~ 2004.07 제3대 울산광역시 남구의회 전반기 예산결산특별위원회 위원
- 2004.07 ~ 2006.06 제3대 울산광역시 남구의회 후반기 건설환경위원회 위원장
- ㈜대륙주택개발 대표이사
- 신정1동 청년회 회장
- 울산청년회의소 감사
- 대한적십자 새울산 봉사회 회장
- 2006.07 ~ 2010.04 제4대 울산광역시 남구의회 의원
- 2006.07 ~ 2008.07 제4대 울산광역시 남구의회 전반기 의장
- 2008.07 ~ 2010.04 제4대 울산광역시 남구의회 후반기 의회운영위원회 위원
- 2008.07 ~ 2010.04 제4대 울산광역시 남구의회 후반기 건설환경위원회 위원
- 2011.10 ~ 2014.02 제5대 울산광역시의회 의원
- 2011.10 ~ 2012.07 제5대 울산광역시의회 전반기 산업건설위원회 위원
- 2012.07 ~ 2014.02 제5대 울산광역시의회 후반기 환경복지위원회 위원
- 2012.07 ~ 2014.02 제5대 울산광역시의회 후반기 예산결산특별위원회 위원
- 제5대 울산광역시의회 건축심의위원
- 2012.12.06 새누리당 입당
- 2020.02 ~ 제3대 울산 남구 신정동 새마을금고 이사장

## 수상
- 2010 제2회 지방의정 봉사대상

## 역대 선거 결과
|  | 52.19% |

|  | 24.01% |

|  | 36.88% |

|  | 39.39% |